# Biwa

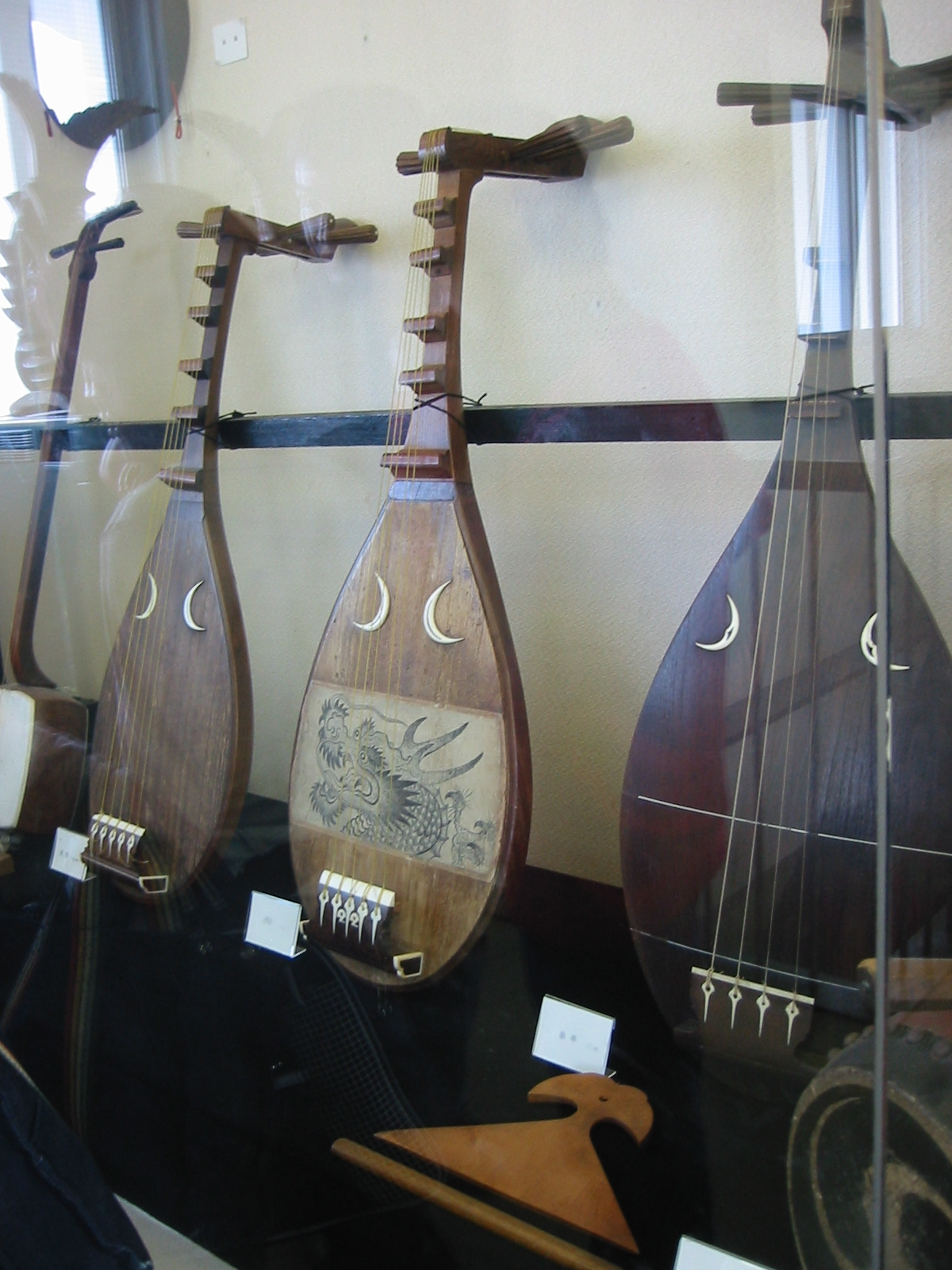
Selección de biwas en un museo japonés

La biwa (琵琶?) es un instrumento de madera y música tradicional japonés. Es como el laúd de mástil corto con trastes, es una variante muy semejante del instrumento tradicional chino denominado pipa. 
La biwa es el instrumento escogido por Benzaiten, la diosa de la serpiente blanca de la religión sintoista.

## Historia
La biwa llegó a Japón de China durante el  periodo Nara (710-759  d. C.). Se conservan como cinco instrumentos de esta época en el Shōsōin, la casa del tesoro nacional de Japón. Uno de ellos es un raro ejemplo de biwa gogen (五玄琵琶) de cinco cuerdas, decorado con temas típicos de Asia Central, incluyendo un camello. Este instrumento es seguramente único entre los de su tipo en Asia. Intérpretes de biwa errantes, similares a los trovadores, eran conocidos como biwa hoshi (琵琶法師). 
La interpretación de música con biwa casi llega a extinguirse durante el periodo Meiji, a medida que la música y los instrumentos occidentales se iban popularizando.

## Tipos
Hay principalmente seis tipos que se caracterizan por el número de cuerdas, sonidos que pueden producir, tipo de plectro y su utilización. Dado que la biwa no se toca en la  afinación temperada, los tonos se aproximan en lo posible de la nota más próximada.

### Biwas clásicas
- Biwa gagaku (雅楽琵): de cuatro cuerdas y cuatro trastes, se utiliza exclusivamente para el gagaku. Produce unos sonidos distintivos llamados Ichikotsuchō (壱越調) y Hyōjō (平調). Su plectro es pequeño y fino y está hecho de un material duro como la madera de boj o el marfil. No se usa para acompañar el canto. En el gagaku, se denomina gakubiwa (楽琵琶).

- Biwa mōsō (盲僧琵琶): de cuatro cuerdas que se usa para tocar mantras y canciones budistas. Su plectro varía tanto en tamaño como en materiales. Los de cuatro trastes están afinados en MI, SI, MI y LA, los que tienen un quinto traste tienen las cuerdas afinadas en SI, mi, fa sostenido y fa sostenido y los que tienen seis trastes están afinados SI bemol, Mi bemol, Si bemol y si bemol.

### Biwas de losperiodos medio y Edo
- Biwa heike (平家琵琶), también denominada Hey-kioku: con cuatro cuerdas y cinco trastes que se utiliza para tocar la “El cuento de Heike” -un relato épico que narra las luchas entre los clanes Minamoto y Taira por el control del Japón de finales del siglo XII. Su plectro es algo mayor que los de biwa gagaku. Se afinan en LA, do, mi, la o en LA, do sostenido, mi y la.

- Biwa satsuma (薩摩琵琶): de cuatro cuerdas y cuatro trastes popularizada durante el periodo Edo en la provincia de Satsuma (actualmente Kagoshima) por Shimazu Nisshinsai. Su plectro es más ancho que el de los demás tipos de biwa. Según la creencia popular, esto se debe a su popularidad entre los samurái –el plectro se usaba también como arma (William P. Malm, Traditional Japanese Music and Musical Instruments).

Las notas están ajustadas a la voz del intérprete y su afinación es LA, MI, LA, SI. La más eminente intérprete de biwa satsuma del siglo XX fue Kinshi Tsuruta (1911-1995), quien desarrolló su propia versión del instrumento, que ella denominó como biwa Tsuruta. Ueda Junko, una de las mejores discípulas de Tsuruta, continúa encarnando la tradición en la interpretación de este instrumento.

### Biwas modernas
- Biwa chikuzen (筑前琵琶): de cuatro cuerdas y cuatro trastes o de cinco cuerdas y cinco trastes, que fue popularizada durante el periodo Meiji por Tachibana Satosada. Su plectro es algo más pequeño que el de la biwa satsuma. La afinación de la versión de cuatro cuerdas es SI, mi, fa sostenido y si, y la del instrumento de cinco cuerdas es mi, SI, mi, fa sostenido y si. Dos escuelas de biwa chikuzen son Asahikai and Tachibanakai. Es popularmente utilizada por las intérpretes femeninas de biwa.

- Biwa Nishiki (錦琵琶): de cinco cuerdas y cinco trastes popularizada por Suitō Kinjō'. Su plectro es el mismo que se usa con la biwa satsuma. Se afina en do, Sol, do, sol y sol.